# Westward Ho!
Westward Ho! är ett kustsamhälle i Torridge i Devon, i sydvästra England. Orten är populär genom sina surfområden och långa sandstränder.

## Historia
Ortens namn kommer från titeln på Charles Kingsleys roman Westward Ho! från 1855, som inspirerade till bebyggandet av platsen, som tidigare varit obebodd. Därför är utropstecknet en integrerad del av ortens namn, och den enda ort i England med detta tecken i namnet.